# Albanisches Heer
Das Albanische Heer stellt die Heereskomponente der albanischen Streitkräfte dar.

## Stützpunkte
Das albanische Heer unterhält neben dem Hauptquartier in Tirana fünf Regionalkommandos in Burrel, Gjirokastra, Korça, Kukës und Shkodra. Weitere Stützpunkte sind in Farka und Zall-Herr bei Tirana, Laç, Marikaj, Poshnja und Vlora.

## Organisation
Dem Heereskommando unterstehen die Rapid Reaction Brigade, ein Regiment Spezialkräfte, ein Logistikbataillon und ein Führungsunterstützungsbataillon.
Weiter untersteht dem Heereskommando das territorial gegliederte Unterstützungskommando mit einer Logistikbrigade, dem Personal- und Rekrutierungszentrum, einem Feldspital, einem Kampfunterstützungsregiment, einem Infrastrukturregiment, dem Entwicklungszentrum und einem MP-Bataillon.

## Ausrüstung

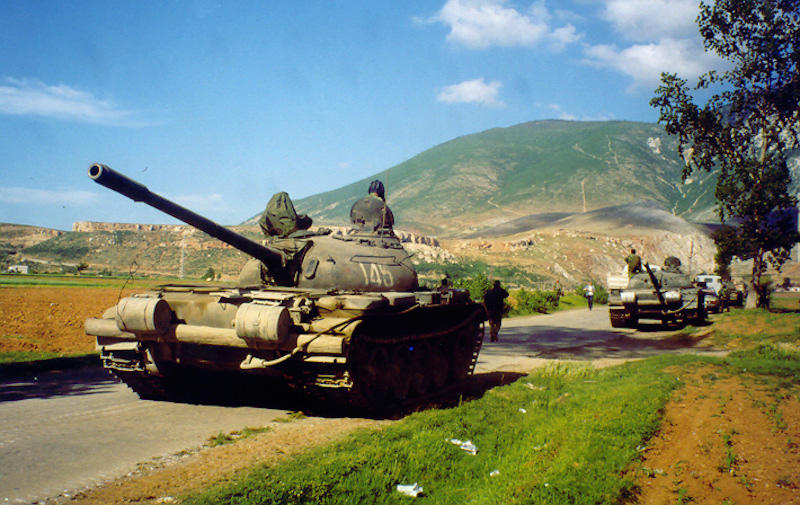
Albanischer Typ-59-Kampfpanzer

Zur Erfüllung seiner Aufgaben verfügt das Albanische Heer u. a. über 40 Typ-59-Kampfpanzer, 37 M-113-Mannschaftstransportpanzer, 86 Typ-531-Mannschaftstransportpanzer, 20 Typ-77-Mannschaftstransportpanzer, 8 152-mm-Artilleriegeschütze, 81 82-mm-Granatwerfer und 42 M-1939-Flugabwehrkanonen.